# Branko Karačić
Branko Karačić (Vinkovci, 24 september 1960) is een Kroatisch voormalig voetballer en voetbalcoach van NK Vitez.

## Spelerscarrière
Hij speelde voor NK Osijek, HNK Hajduk Split, Cercle Brugge, AA Gent en FC Linz.
Hij was vooral befaamd voor zijn uitstekende vrije schop.

## Trainerscarrière
Na zijn spelerscarrière was Karačić trainer van NK Osijek, NK Zagreb, NK Slaven Belupo, HNK Cibalia, NK Slavonac en HŠK Zrinjski Mostar.
In juni 2007 was Karačić een van de kandidaten om Harm van Veldhoven op te volgen bij Cercle Brugge. Cercle koos echter uiteindelijk voor Glen De Boeck. In het seizoen 2013/2014 werd Karačić landskampioen van Bosnië en Herzegovina met HŠK Zrinjski Mostar.